# Rohrbach Roterra
Rohrbach Roterra – niemiecki średni bombowiec z lat 30. XX wieku, zaprojektowany w zakładach Rohrbach Metall-Flugzeugbau. Samolot nie został zakupiony przez Reichswehrę z powodu niezadowalających osiągów, ale w 1932 roku czechosłowackie zakłady Avia wykupiły licencję na produkcję tych samolotów w wersji znanej jako Avia B-46.

## Historia
Samolot został zaprojektowany w 1930 roku. Był to średni, trzysilnikowy bombowiec (po jednym silniku na każdym ze skrzydeł i jeden silnik umieszczony w gondoli nad kadłubem) o układzie górnopłatu ze stałym, klasycznym podwoziem z kołem ogonowym. Sześcioosobowa załoga (dwóch pilotów, nawigator/bombardier i trzech strzelców) znajdowała się w otwartych kabinach. Samolot miał trzy stanowiska strzeleckie (dziobowe, kadłubowe górne i podkadłubowe dolne) uzbrojone w trzy pojedyncze karabiny maszynowe. Napęd stanowiły trzy silniki typu Bristol Aquilla o mocy 450 KM każdy. Rozpiętość skrzydeł samolotu wynosiła 30 metrów, ich powierzchnia 110 m², a długość maszyny nieco ponad 20 metrów. Zasięg wynosił około 1000 km, a prędkość maksymalna 250 km/h.
Osiągi samolotu zostały ocenione jako niewystarczające i Reichswehra odrzuciła konstrukcję Rohrbacha. W 1932 roku czechosłowacka Avia zakupiła licencję na produkcję tego samolotu, w tej wersji znany był jako Avia B-46, produkowany był w pięciu różnych odmianach z różnym udźwigiem bomb, od 700 do 1000 kilogramów.